# NGC 3125
NGC 3125 (również PGC 29366) – galaktyka eliptyczna (E), znajdująca się w gwiazdozbiorze Pompy. Odkrył ją John Herschel 30 marca 1835 roku.